# Бутинци
Бутинци (пољ. Bytyńcy; рус. Бутинцы) су били западнословенско племе, део племенског савеза Бодрића. Живели су око доњег тока реке Лабе, на њеној источној обали, у близини ушћа реке Хафел у Лабу, вероватно између ове две реке. На северу су им суседи били Глињани, а на југу Хавољани и Смолинци. Први пут су у историјским изворима поменути 811. године у контексту похода Карла Великог, а последњи пут помиње их Баварски географ средином 9. века.